# Bhukhanana
Bhukhanana, auch Bhucanana oder Ntambanana, ist eine Stadt in der südafrikanischen Provinz KwaZulu-Natal. Sie liegt in der Gemeinde Mthonjaneni im Distrikt King Cetshwayo und war bis 2016 Sitz der Gemeinde Ntambanana.
2011 hatte die Stadt 6116 Einwohner. Sie liegt in einer hügeligen, vegetationsreichen Landschaft.
2016 verlor Bhukhanana seinen Gemeindesitz, als die Gemeinde Ntambanana auf die zwei benachbarten Gemeinden Mthonjaneni und uMlalazi aufgeteilt wurde.
Um Bhukhanana wird Landwirtschaft betrieben. Die Gegend ist strukturschwach. Bhukhanana liegt an keiner Fernstraße. Die R34 verläuft südlich von Bhukhanana.